# جون بيكر (لاعب كرة قدم أمريكية)
جون بيكر (بالإنجليزية: John Baker)‏ هو لاعب كرة قدم أمريكية أمريكي، ولد في 15 أغسطس 1942 في ديترويت في الولايات المتحدة.

## وصلات خارجية
- جون بيكر على موقع مرجع كرة القدم المحترفة.كوم (الإنجليزية)
- جون بيكر على موقع JustSportsStats.com (الإنجليزية)